# Ať vás Síla na Den matek provází
Ať vás Síla na Den matek provází (v anglickém originále May the 12th Be with You) je americký animovaný komediální krátký film z roku 2024 založený na animovaném televizním seriálu Simpsonovi. Film režíroval David Silverman a byl vydán 10. května 2024 na Disney+ v rámci oslav Dne Star Wars a Dne matek.
Jedná se o osmý krátký Disney+ film Simpsonových a třetí krátký film Simpsonových s tematikou Star Wars, po filmech Maggie Simpsonová v „Síla se probouzí po šlofíku“ (2021) a Maggie Simpsonová v předaleké galaxii (2023).

## Děj
Marge Simpsonová a další maminky a děti ze světa Disney+ se chystají na výlet ke Dni matek. Všichni nasednou do auta, jenže v něm zjistí, že Homer ho ještě neopravil. Situaci zachrání Ahsoka Tano, když přiletí svým raketoplánem. V Ahsokině raketoplánu T-6 se Marge udělá špatně a otevře okno, kvůli čemuž robot BB-8 vyletí ven a je zničen. Hned poté, co dorazí na planetu Hřiště Disney, jim Zlá královna ve své čarodějnické podobě oznámí, že musí nejprve na planetu Parkoviště Disney.
Na planetě dojde k bitvě se světelnými meči proti Stormtrooperům a Maggie s ostatními dětmi se také přidají. Marge se do boje pustí až příliš horlivě, když ji zastaví Stormtrooper s tím, že je to jen simulace, a oznámí ostatním, že ji pokazila. Její chování se setká s nevolí ostatních a jako omluvu uspořádá ve svém domě večírek. Na večírku se přidají děti z Hulu a Homer vezme Stewieho Griffina do baru U Vočka.

## Obsazení
- Julie Kavnerová jako Marge Simpsonová
- Dan Castellaneta jako Homer Simpson, Abraham Simpson a Goofy
- Nancy Cartwrightová jako Maggie Simpsonová a Mickey Mouse
- Tress MacNeilleová jako Bambiho matka, Zlá královna a paní Pottsová
- Carolyn Omineová jako Nani Pelekai
- Maggie Roswellová jako Mary Poppins
- Maurice LaMarche jako Darth Vader
- Seth MacFarlane jako Stewie Griffin

## Kritika
John Schwarz z webu Bubbleblabber udělil krátkému filmu 8,5 bodů z 10 a uvedl: „Producenti Simpsonových dělají podobné krátké filmy neustále a myslím, že tento je zdaleka nejlepší, a to ze dvou důvodů: 1) Mluví se tu mnohem víc než v předchozích filmech. 2) Bylo to opravdu vtipné! A ta poslední část je nejdůležitější, protože zatímco předchozí kraťasy jako by zapomínaly na to, že i ve čtyřech minutách se musíte zasmát, Ať vás Síla na Den matek provází je zdaleka nejvtipnějším, gagy nabitým počinem z celé skupiny.“